# Rob Ford
Rob Ford (Etobicoke, 28 maggio 1969 – Toronto, 22 marzo 2016) è stato un politico e avvocato canadese, sindaco della città di Toronto dal 1º dicembre 2010 al 30 novembre 2014.
Ford era il fratello minore di Doug Ford, gestore della sua campagna elettorale e dal 2018 capo di governo conservatore dell'Ontario.

## Biografia
Avvocato, tra il 2000 e il 2010 è stato consigliere comunale di Toronto.
È salito alle cronache di tutto il mondo nel 2013, quando ha dovuto ammettere pubblicamente di aver fatto uso di crack.
Nonostante gli scandali e le polemiche, il sindaco Ford ha rifiutato di dimettersi, annunciando di ricandidarsi per un secondo mandato. Nel settembre 2014, in seguito alla diagnosi di un liposarcoma all'addome, ha ritirato la propria candidatura..
A seguito dell'aggravarsi della malattia, è scomparso nel 2016 all'età di 46 anni.